# Lionel Campergue
Pas d'image ? Cliquez ici

a Compétitions nationales et continentales officielles uniquement.

b Matchs officiels uniquement.
Dernière mise à jour le 18 décembre 2022.
Lionel Campergue, né le 24 novembre 1987 à Mourenx, est un joueur international portugais de rugby à XV évoluant au poste de talonneur. Il évolue depuis 2023 à l'AS Pont-Long. Sa mère est originaire du Portugal.

## Biographie

### Carrière en club
Formé au SA Monein, Campergue rejoint ensuite le Fécéo, le FC Oloron pour parfaire sa formation,.
Lionel Campergue prend ensuite la direction du grand club du Béarn, et intègre les équipes de jeunes de la Section paloise en 2004. Il devient capitaine des juniors Crabos de la Section, emportant la Coupe René Crabos face au Club sportif Bourgoin-Jallieu en 2006.
Campergue évolue en équipe première de la Section paloise en Pro D2 de 2007 à 2011. A cette époque, les sectionnistes connaissent de nombreux changements, se reflétant dans les résultats.
Campergue signe ensuite à Colomiers rugby qui évolue en Fédérale 1.
Par la suite, Campergue avait évolué entre les divisions Pro D2 et Fédérale 1 en jouant successivement pour Périgueux, AS Mâcon, et enfin l'US Cognac puis Cognac/Saint-Jean d’Angély.
Campergue évolue au RCBA entre 2021 et 2023, mais n'est pas conservé par le manager Simon Mannix, ancien sectionniste comme lui, en raison du nombre importants de matches où le talonneur serait absent en raison de la Coupe du monde de rugby à XV 2023.
Après la Coupe du monde, Campergue évoluera à l'AS Pont-Long en Fédérale 2.

### Carrière internationale
En 2009, Campergue avait été contacté par l'international David Penalva, un international Portugais né à l'étranger qui avait évolué en Pro D2 avec des clubs comme Blagnac et Auch. Penalva souhaitait représenter le Portugal, le pays de naissance de la mère de Campergue, et expérimenter le rugby international.
Campergue fait son premier match international avec l'équipe du Portugal le 13 novembre 2010 contre l'équipe des États-Unis. Avec sa sélection, il fait partie du groupe portugais qui dispute le tournoi de repêchage pour obtenir la dernière place qualificative pour la Coupe du monde 2023 se déroulant en France. Disputant deux des trois rencontres et auteur d'un essai contre le Kenya, il est remplaçant lors du match décisif contre les États-Unis qui leur permet de se qualifier pour la Coupe du monde pour la seconde fois après 2007.
A 36 ans, le Béarnais est sélectionné avec le Portugal pour disputer la Coupe du monde de rugby à XV 2023 en France, en compagnie de deux autres ancien sectionnistes, Samuel Marques et Vincent Pinto.

## Statistiques en équipe nationale
- 17 sélections
- 5 points (1 essai)
- sélections par année : 1 en 2010, 5 en 2011, 2 en 2013, 1 en 2015, 4 en 2020, 4 en 2022